# Metanepsia pectinatissima
Metanepsia pectinatissima är en tvåvingeart som beskrevs av Loïc Matile 1980. Metanepsia pectinatissima ingår i släktet Metanepsia och familjen svampmyggor.
Artens utbredningsområde är Gabon. Inga underarter finns listade i Catalogue of Life.